# Lev Lobodin
Lev Alekseevič Lobodin (in russo Лев Алексеевич Лободин?, in ucraino Лев Олексійович Лободін?, Lev Oleksijovyč Lobodin; Rossoš', 1º aprile 1969) è un ex multiplista ucraino naturalizzato russo.

## Palmarès

### Mondiali indoor
- 3 medaglie[1]:
  - 1 argento (Birmingham 2003 nell'eptathlon)
  - 2 bronzi (Lisbona 2001 nell'eptathlon; Budapest 2004 nell'eptathlon)

### Europei
- 3 medaglie:
  - 3 bronzi (Helsinki 1994 nel decathlon;[2] Budapest 1998 nel decathlon;[1] Monaco di Baviera 2002 nel decathlon)[1]

### Europei indoor
- 1 medaglia[1]:
  - 1 bronzo (Valencia 1998 nell'eptathlon)

## Altre competizioni internazionali

### Hypo-Meeting
- 1 medaglia[1]:
  - 1 bronzo (Götzis 1999 nel decathlon)